# Валенсия Вега, Алипио
Алипио Валенсия Вега (исп. Alipio Valencia Vega), псевдоним Иван Кесвар (Кресвар; 15 августа 1908, Ла-Пас, Боливия — 1981 или 1984) — боливийский левый политик, юрист, историк, журналист и автор книг.

## Биография
Директор социалистической газеты «Эль Норте». В 1920-х стал одним из основателей первой Коммунистической партии Боливии (марксистской группы в Ла-Пасе), но вскоре был из неё исключён во время «чистки интеллигентов» в южноамериканских партиях и борьбы с «мелкобуржуазным уклоном» организации Хосе Антонио Арсе КРОП (Тихоокеанская конфедерация рабочих республик). Позже один из лидеров аргентинской компартии Орестес Гиольди утверждал, что исключение Валенсии Веги в 1929 году было ошибочным, а сам он представляет собой «человека, с которым можно работать, тем более, что он уже состоял в компартии».
Во время Чакской войны организовал Союз боливийских эмигрантов на севере Аргентины. В 1935 году в аргентинской Кордове участвовал в основании Революционной рабочей партии вместе со своим единомышленником Густаво Наварро (более известным под псевдонимом Тристан Мароф) и Хосе Агирре Гайнсборгом. Вошёл в состав ЦК РРП. Хотя партия стояла на позициях троцкизма, Тристан Мароф и Валенсия Вега (под псевдонимом Иван Кесвар) пытались наладить сотрудничество с Коминтерном и даже организовать свой визит в Москву, о чём первый несколько раз запрашивал иностранных коммунистов. В итоге Мароф согласился с условием, что они оба публично порвут с троцкистами, засвидетельствуют солидарность со сталинским СССР и начнут вести линию на создание Народного фронта, но поездка всё равно не состоялась.
По возвращении на родину Валенсия Вега арестовывался военными властями, однако был освобождён благодаря вмешательству профсоюзного лидера Вальдо Альвареса. После смерти Агирре Гайнсборга Революционная рабочая партия раскололась, и Тристан Мароф с Иваном Кесваром увели за собой её большинство в созданную в конце 1938 года Социалистическую рабочую партию Боливии (ПСОБ — Partido Socialista Obrero de Bolivia). Они продемонстрировали своё влияние на рабочее движение во время II общенационального рабочего конгресса 1939 года, где дискуссии проходили при «интеллектуальной гегемонии» Валенсии Веги и самого Тристана Марофа. В 1939 году Алипио Валенсия Вега вместе с Альфредо Санхинесом и Эдуардо Арсе Лоурейро посетили в Мехико Льва Троцкого и взяли у изгнанного революционера интервью, добившись от него поддержки своей партии. Впрочем, в конечном итоге большинство членов ПСОБ вернулись в возрождённую Гильермо Лорой более строго троцкистскую Революционную рабочую партию; Валенсия Вега также считался очень близким к ней, несмотря на сложные отношения с Лорой.
Валенсия Вега сделал карьеру в журналистике (в газете Última Hora) и академии, став деканом юридического факультета Университета Ла-Паса, где преподавал конституционное право, и заместителем ректора Высшего университета Сан-Андреса. Он написал 18 книг на такие темы, как доколониальная и колониальная история, западный капитализм и национализация горнорудной промышленности Боливии, педагогика и боливийская политическая мысль, а также геополитика, в которой он описывал потери Боливией территорий как «поландизацию» (отсылая к примеру Польши). Среди его книг: «Развитие политической мысли в Боливии» (1953), «Горечь современного государства» (1955), «Индеец, постоянный раб шахт» (1956), «Политические идеи в революции независимости» (1958), «Индеец в Войне за независимость» (1962), «Геополитика в Боливии» (1977). «Индеец в Войне за независимость» стал одним из первых трудов, раскрывающих роль коренного населения в освободительных войнах начала XIX века. Валенсия Вега также оставил множество статей и очерков на разнообразную тематику, например, «Аграрная революция и образование коренных народов» в журнале «Карка» (1952).